# سیارک ۲۷۱۹۷
سیارک ۲۷۱۹۷ (به انگلیسی: 27197 Andrewliu، نامگذاری:1999CW65)۲۷۱۹۷مین سیارک کشف شده‌است که در ۱۲ فوریه ۱۹۹۹ کشف شد.